# Junior Agogo
Manuel "Junior" Agogo (Acra, Ghana, 1 de agosto]] de 1979-Londres, 22 de agosto de 2019) fue un futbolista ghanés que jugaba en la demarcación de delantero, su último equipo fue el Hibernian FC de Escocia.

## Selección nacional
Fue internacional con la selección de fútbol de Ghana, jugó veintisiete partidos internacionales y anotó doce goles.

## Clubes
| Club                 | País           | Año       |
| -------------------- | -------------- | --------- |
| Sheffield Wednesday  | Inglaterra     | 1997-2000 |
| Oldham Athletic      | Inglaterra     | 1999      |
| Chester City         | Inglaterra     | 1999      |
| Chesterfield         | Inglaterra     | 1999      |
| Lincoln City         | Inglaterra     | 1999-2000 |
| Chicago Fire         | Estados Unidos | 2000      |
| Colorado Rapids      | Estados Unidos | 2000-2001 |
| San José Earthquakes | Estados Unidos | 2001      |
| Queens Park Rangers  | Inglaterra     | 2002      |
| Barnet FC            | Inglaterra     | 2002-2003 |
| Bristol Rovers       | Inglaterra     | 2003-2006 |
| Nottingham Forest    | Inglaterra     | 2006-2008 |
| Zamalek SC           | Egipto         | 2008-2009 |
| Apollon Limassol     | Chipre         | 2009-2011 |
| Hibernian FC         | Escocia        | 2011-2012 |